# Krzysztof Bartnicki (dziennikarz)
Krzysztof Bartnicki (ur. 1953) – polski dziennikarz i prezenter telewizyjny.

## Życiorys
W latach 70. współpracownik Studenckiej Agencji Radiowej (SAR) Politechniki Gdańskiej.
W latach 80. XX w., po stanie wojennym, tj. w okresie, gdy narastał konflikt pomiędzy władzami PRL a „Solidarnością”, prowadził Dziennik Telewizyjny. Od 1989 krótko prowadził Wiadomości. W 1988 otrzymał Wiktora w kategorii Informacje. Od 1991 redaktor w redakcji Aktualności Telegazety TVP, następnie w zespole portalu internetowego TVP. W 2006 zwolniony z TVP.
Był rzecznikiem Telekomunikacji Polskiej i pracował jako trener szkoleń z zakresu komunikacji  społecznej.

## Odznaczenia
- Złota odznaka honorowa „Za Zasługi dla Warszawy”  (1989)[4]